# Odysia laetipicta
Odysia laetipicta là một loài bướm đêm trong họ Geometridae.